# Institut national des jeunes sourds
L'Institut national des jeunes sourds è una scuola per sordi di Parigi. La scuola fu fondata da Charles-Michel de l'Épée, e si trova a rue Saint-Jacques, 254, nel V arrondissement.
Il film di François Truffaut Il ragazzo selvaggio, del 1970, venne girato in questa scuola.